# Melanés
Melanés (en grec moderne : Μελανές) est une ville grecque située dans la plaine ouest de l'île de Naxos. Lors du recensement de 2011 la population était de 652 habitants.On y trouve une école élémentaire et a été l'un des premiers villages de Naxos avec un bureau de télégraphie.

## Patrimoine
Les kouroi de Flerio sont deux kouros inachevés en marbre blanc de Naxos situés à proximité.